# Итум-Калинский десант
Итум-Калинский десант (операция также известна под названиями специальная пограничная операция «Аргун», спецоперация «Аргун», пограничный десант в Аргунском ущелье) — совместная специальная десантная операция пограничных войск Федеральной пограничной службы России, десантно-штурмовых и артиллерийских формирований Вооружённых сил России, проведённая в декабре 1999 — феврале 2000 года с целью восстановления российского контроля над чеченским участком российско-грузинской границы и блокирования путей снабжения боевиков со стороны Панкисского ущелья Грузии. В результате операции федеральными войсками была блокирована и взята под контроль автодорога Итум-Кале — Шатили, соединяющая Чечню с Грузией, до специальной операции являвшаяся основным путём пополнения чеченских боевиков наёмниками и материального снабжения бандформирований на территории Чеченской Республики.

## Предыстория
После окончания Первой чеченской войны руководителями Чеченской Республики Ичкерия было возобновлено строительство дороги Итум-Кале — Шатили, приобретшей для неё, в условиях фактической полублокады со стороны России, стратегическое значение. На строительстве этой дороги, связавшей Чечню и Грузию, чеченскими властями широко применялся труд сотен рабов, захваченных во многих районах России и Грузии.
Дорога Итум-Кале — Шатили с началом Второй чеченской войны стала широко использоваться для снабжения чеченских вооружённых формирований оружием и боеприпасами, шедшими транзитом через Азербайджан и Грузию. Аргунское ущелье — естественные и единственные «ворота», обеспечивавшие связь бандитов с так называемым ближним зарубежьем. Единственная прямая и проходимая для транспорта дорога из Грузии в Чечню вела только через Шатили. Другие дороги, имеющие асфальтовое покрытие, шли из Чечни в Грузию через Северную Осетию и Ингушетию и не могли использоваться для регулярного снабжения боевиков ЧРИ. Оставались ещё горные тропы, идущие через Тушетский хребет, однако зимой пробиться по ним через перевалы с большим грузом на лошади практически невозможно. В то же время чеченский участок российско-грузинской границы оставался абсолютно прозрачным. Грузинские погранслужбы практически не производили охрану границы с Чечнёй. Обеспечивавшие охрану границы со стороны ЧРИ сотрудники департамента погранично-таможенной службы Чечни занимались тем же, что и обычные бандиты: захватом заложников, угоном скота в соседней Грузии, переправкой наркотиков и прочей контрабанды.

## Авиаудары по дороге Итум-Кале — Шатили
С началом боевых действий военное руководство федеральных сил начало предпринимать практические шаги с тем, чтобы прервать канал снабжения боевиков, идущий по Аргунскому ущелью. Для перекрытия каналов поставки оружия, российская авиация начала массированную бомбардировку дороги. Так, в репортаже корреспондента НТВ Аркадия Мамонтова от 13 ноября 1999 с военного аэродрома в Моздоке, говорилось, перед ВВС была поставлена задача перекрыть последнюю артерию из Грозного, идущую по Аргунскому ущелью.
По сведениям чеченцев, для этой цели в основном применялись самолёты Су-24 и Су-25. В конце сентября было несколько налётов групп ударных вертолётов Ми-24 («крокодил»), нанесших удар в районе Итум-Кале, однако впоследствии от использования вертолётов в этом районе отказались до декабря, когда участок дороги от Итум-Кале до границы был взят под контроль вертолётным десантом.
Авианалёты, по словам чеченцев, проводились в основном парами самолётов, часто словно «по расписанию». Основной целью атак были мосты и транспорт на дороге. Авиаминирование дороги, в отличие от соседних лесных массивов, не велось. Дорога подвергалась авиаударам на всем протяжении. Последним участком, на котором зафиксирована бомбежка дороги было место перехода на грузинскую территорию. Согласно рассказу Султана Бачирова, жителя Октябрьского района г. Грозного, 4 ноября 1999 г. две бомбы были сброшены на склоны гор, между которыми ожидали разрешение на проход беженцы.
В ноябре — декабре 1999 года по дороге Итум-Кале — Шатили двигалось в сторону Грузии большое количество беженцев вперемешку с отступающими боевиками. Согласно данным, обнародованным в начале 2000 года грузинским экс-министром обороны Китовани, к тому времени уже до 1,5 тыс. вооруженных бандитов переместилось из Чечни на территорию Грузии, в Панкисское ущелье. Все беженцы, по словам правозащитников из общества «Мемориал», утверждают, что в дороге они опасались налётов авиации, прятались при приближении самолётов под деревьями, либо старались переждать опасное время в селениях. Они также рассказывают о многочисленных случаях поражения машин с беженцами, двигавшихся в сторону грузинской границы. Среди подвергшегося нападению транспорта, по словам беженцев, машины разных типов — грузовик, микроавтобусы «УАЗ» и «РАФ», легковые автомобили «Волга», «Нива», «Жигули».

## Высадка десанта на российско-грузинской границе
Несмотря на довольно большую интенсивность, авианалёты на дорогу Итум-Кале — Шатили не приносили должного эффекта. Перекрыть канал поставок оружия и боеприпасов боевикам с территории Грузии не удавалось. Дорога была во многих местах перепахана воронками, но ямы достаточно быстро засыпались. Практическое отсутствие на дороге мостов играло положительную роль, позволяя быстро ремонтировать и использовать дорогу после массированных бомбардировок российской авиацией. По дороге продолжала осуществляться практически бесперебойная доставка сепаратистам боеприпасов, продовольствия и медикаментов.
В связи с этим стала очевидной необходимость проведения операции по перекрытию чеченского участка российско-грузинской границы. Она логически вытекала из всего комплексного плана контртеррористических операций в Северо-Кавказском регионе. По имеющимся данным, на территории Грузии как раз была подготовлена к отправке большая партия груза на базы бандформирований в районе Шатоя. Тщательно подготовленная операция, на момент начала имевшая гриф «совершенно секретно», началась 17 декабря 1999 года с начала действий нескольких групп пограничной разведки от пограничных войск Федеральной пограничной службы России и высадки двух взводов армейского десанта от 20 гв. мсд Министерства обороны России, и получила кодовое наименование «Аргун».. Основная фаза спецоперации была введена в действие 20 декабря 1999 года.

### Планирование операции
Операцию планировалось провести в тесном взаимодействии с подразделениями Министерства обороны. Представители Северо-Кавказского регионального управления ФПС России вместе с командующим оперативной группой «Юг» генерал-лейтенантом Мухриддином Ашуровым делали ставку на тщательность подготовки с учётом имеющегося опыта прошлой кампании. Замыслом операции предусматривалось, что российские пограничники во взаимодействии с оперативной группой «Юг» овладеют населенными пунктами в Итум-Калинском и Шаройском районах Чечни для установления контроля над южным регионом республики и, обеспечивая охрану чеченского участка российско-грузинской границы, не допустят ухода НВФ на территорию Грузии в направлении Итум-Кале — Шатили. Внезапность в проведении операции достигалась за счет того, что в это время активизировались боевые действия федеральных сил на грозненском направлении, что обеспечило отвлечение основных сил незаконных вооруженных формирований от южных районов Чечни. В качестве района высадки были определены развалины Джари и Коротах.

### Начало операции
17 декабря 1999 года на господствующие высоты на хребте Кюрелам — развалины Верхние Джари (2100 метров) и Коротах (2500 метров), используя фактор внезапности, высадилась два разведывательных взвода десантников 56-го десантно-штурмового полка 21-й мотострелковой дивизии Министерства обороны, чтобы в дальнейшем обеспечить прикрытие десантирования пограничников Федеральной пограничной службы России.
19 декабря 1999 года в ущелье рекогносцировочная группа разведывательного формирования Федеральной пограничной службы России окончательно определила район предстоящего десантирования пограничников — близ места впадения реки Мешехи в реку Аргун (это место пограничники позднее так и назвали — «Мешехи», координаты: 42°42′18″ с. ш. 45°15′32″ в. д., основав в этом месте одну из пограничных застав нового пограничного отряда). Один взвод армейского десанта уже укрепился на высотах (1243 м), по соседству с древними родовыми башнями горцев, ниже — ещё один взвод. Незадолго до этого именно в этом месте располагался один из базовых лагерей боевиков, которых российские десантники застали врасплох. Появление российских солдат здесь было настолько неожиданным, что боевики в спешке бежали из лагеря под огнём российских десантников, бросив часть обмундирования, боеприпасов и продовольствия — всё то, что они не смогли унести с собой.

### Основная фаза операции
20 декабря, на рассвете, началась основная фаза операции «Аргун». Около восьми утра, первый вертолёт с пограничниками поднялся с пограничной заставы «Таргим» (Ингушетия) и взял курс на Аргунское ущелье в Чеченскую Республику, остальные «борты» взлетали и шли в этот день один за другим почти до шестнадцати часов. В переброске и высадке пограничников в Аргунское ущелье участвовали как вертолёты пограничной авиации ФПС РФ, так и вертолёты Министерства обороны России. Всего же 20 декабря 1999 года по маршруту Торгим — «Мешехи» было совершено 45 вертолётных вылетов. Каждое пограничное формирование, которое садилось в вертолёт, было способно вести бой самостоятельно, имея для этого гранатометы «Муха», АГСы, 82-мм минометы, а также сухпаек на трое суток. В тот первый день «вертушки» перебросили в точку высадки «Мешехи» около ста двадцати бойцов, вооружение, оборудование, палатки для проживания и прочее, необходимое для укрепления позиций пограничников, снаряжение. В последующие дни экипажи вертолётов ежедневно делали по восемь — десять рейсов. В состав десантно-штурмовой маневренной группы (ДШМГ) сводного пограничного отряда вошли контрактники из 106-го Воронежского пограничного отряда особого назначения и бойцы ММГ (ДШМГ) 36-го Черкесского пограничного отряда. Среди них были опытные сапёры, знакомые со взрывными работами на скальном грунте. В разведывательный операциях участвовали бойцы Отдельной группы специальной разведки (ОГСпР) Черкесского пограничного отряда (в/ч 2011). Впоследствии бойцы Черкесского пограничного отряда, прибывшие в командировку, влились в новый, сформировавшийся из сводных пограничных подразделений, 14-й Итум-Калинский (Аргунский) пограничный отряд (в/ч 2132). Действиями пограничного десанта на местах высадки руководил заместитель начальника Северо-Кавказского регионального управления ФПС — начальник территориального отдела «Нальчик» генерал-майор Виктор Золотухин.

Высадившиеся пограничники сразу же выбрали позиции для постов боевого охранения, обеспечили прикрытие вертолётной площадки, определили места засад и укрупненных секретов. Если с севера пограничников заслоняли подразделения 56-го парашютно-десантного полка, то с юга и с востока можно было в любой момент ждать боевиков. С помощью захваченной трофейной техники ускоренно вывозились боеприпасы с посадочной площадки. В тот же день после проведения боевого расчета первый наряд пограничников получил приказ заступить на охрану чеченского участка российско-грузинской государственной границы. Сразу же началось обустройство быта пограничников. На каждую заставу приходилось около 30 тонн только материально-технических средств: полевые кухни, палатки, хлебопекарни. Горячий хлеб развозили на посты, делились свежей выпечкой с десантниками.
В ночь с 20 на 21 декабря боевики открыли огонь по посту боевого охранения. Мелкие группы боевиков зачастую нарочно провоцировали стрельбу, чтобы выявить огневые точки. О том, что сепаратисты постоянно отслеживали обстановку в ущелье, говорили и данные радиоперехвата.

### Взятие Итум-Кале
Пока шла организация пограничной охраны, армейские десантно-штурмовые подразделения Министерства обороны стояли на высокогорьях — в ожидании, когда пограничники будут готовы двигаться дальше. До границы оставалось всего 4 км. Буквально сразу после высадки пограничники провели серию рейдов, взяв под свой контроль населенные пункты Верхний и Нижний Аргун, Бастыхи. 24 декабря по тому же плану, как и 20-го, около ста человек дальневосточной ДШМГ высадились и заняли позиции по направлению к Итум-Кале в местечке Бастыхи (1438,8 м), где одноимённая река впадала в Аргун. Сюда выходило несколько ущелий, поэтому федеральными силами было решено занять Бастыхи, чтобы перекрыть пути возможного отхода боевиков. К началу января войска уже контролировали 17 км аргунской трассы на участке Нижние Джари — Бастыхи, а погранзастава «Аргун» (1253 м) находилась в 800 метрах от границы. В эти дни продолжают происходить стычки с группами боевиков, выходящими на позиции федеральных сил с севера. Совместно с войсками ОГ «Юг» были проведены разведывательно-боевые и рейдовые действия в восточном направлении Аргунского ущелья до Итум-Кале.
В Итум-Кале оборону держали бандформирования, подчинявшиеся непосредственно Хаттабу. У пограничников были данные, что Масхадов с Хаттабом провели совещание и поставили задачу: выбить федералов из ущелья во что бы то ни стало. На момент высадки десанта в этом квадрате запеленговали 64 вражеские радиостанции, а всего в Аргунском ущелье находилось до 2 тысяч боевиков Хаттаба.
В конце января ещё несколько мобильных групп пограничников высадилась в горах над Итум-Кале, северо-западнее Тусхароя. К этому моменту пограничная группировка в южной части Аргунского ущелья уже превышала по численности армейских десантников в 5—6 раз (армейские десантники — 300 человек, пограничники — около 2000 человек). Наращивание и усиление подразделений пограничников было осуществлено за счет переброски резервов из Северо-Кавказского, Северо-Западного, Забайкальского и Дальневосточного региональных управлений Федеральной пограничной службы России. Оборону в селе Итум-Кале держали около 100 наемников Хаттаба, среди которых преобладали арабы, и боевики из числа жителей Итум-Калинского района.
В ходе взятия села федеральными войсками была эффективно применена установка РЭБ «Рапира», которая фиксировала переговоры боевиков на расстоянии до 6 км и определяла их координаты с точностью до 10 м. После определения координат по местам скопления боевиков наносились массированные огневые удары РСЗО «Смерч». Боевики пытались оказать организованное сопротивление, но понесли настолько большие потери, что отказались от первоначальных замыслов. Непосредственно перед взятием Итум-Кале все, кто его оборонял, ушли в сторону Шатоя. Когда 10 февраля части ФПС и Минобороны спустились вниз, село почти полностью было разрушено ударами реактивной артиллерии. В селе федеральные войска обнаружили двенадцать брошенных трупов боевиков, которых сепаратисты не успели захоронить или унести с собой. После того, как пограничники закрепились в Тусхарое, на Хачарой-Эхк, у села Ведучи, а также в местах древних развалин Чамги и Грозтхой, в ущелье Кериго были выставлены пограничные заставы, чтобы не дать боевикам из Аргунского ущелья уйти через перевалы в Грузию. По воспоминаниям начальника Итум-Калинского погранотряда полковника Виктора Чупракова, в Ведучи пограничники обнаружили всего-то около 30 местных жителей — в основном женщин и детей. Все они были истощены, продуктов не имели почти никаких, поэтому всем им срочно оказали гуманитарную помощь.

## Предпосылки успеха операции
Одной из основных причин успеха десантной операции стал фактор внезапности, которым умело воспользовались российские войска. По словам командующего федеральной группировкой генерала Г. Трошева «Высадка нашего воздушного десанта в верховья Аргунского ущелья стала полной неожиданностью для боевиков. Сначала, из-за противоречивости информации, сведения о десанте боевики восприняли с недоверием, как несоответствующие действительности. В данном случае прекрасно сработали наша агентурная разведка и специалисты по радиоэлектронной борьбе. Когда же полевые командиры окончательно уяснили ситуацию, было уже поздно. Руководивший десантированной группировкой генерал М. Ашуров отбил все атаки бандитов».

## Итоги операции
Все задачи, поставленные перед войсками, участвовавшими в операции «Аргун», были полностью выполнены. В результате проведенной операции по блокированию горной дороги Итум-Кале — Шатили боевики лишились основного маршрута доставки вооружения, боеприпасов и материально-технических средств через Грузию.
В ходе первых дней проведения операции было уничтожено более 50 боевиков, 4 захвачено в плен. Было уничтожено два опорных пункта, 38 мест пребывания боевиков, оборудованных для проживания и ведения организованной обороны, а также 11 схронов с оружием, боеприпасами, экипировкой и продовольствием, в которых изъяты десятки единиц огнестрельного оружия и более 11 тысяч единиц боеприпасов, 30 тонн продовольствия. Среди них 17 ракет к реактивным системам залпового огня «Град», неуправляемых реактивных снаряда, около 100 кг взрывчатых веществ. Кроме того, было захвачено или уничтожено более семидесяти единиц автомобильной и другой техники боевиков, освобождены из рабства 7 россиян. Потери федеральных сил в ходе проведения операции «Аргун» составили 9 человек убитыми.